# Evesbatch
Evesbatch – wieś i civil parish w Anglii, w hrabstwie Herefordshire. W 2001 civil parish liczyła 63 mieszkańców. Evesbatch jest wspomniana w Domesday Book (1086) jako Sbech.